# Adam Rychliczek
Adam Rychliczek (ur. 5 września 1960 w Chełmie) – polski polityk, samorządowiec, rolnik, poseł na Sejm II kadencji, senator IV kadencji.

## Życiorys
W 1985 ukończył studia na Wydziale Rolniczym Akademii Rolniczej w Lublinie. Zajął się prowadzeniem własnego gospodarstwa rolnego w Pokrówce. W latach 90. działał w samorządzie lokalnym jako radny i wójt. Od 1993 do 1997 był posłem II kadencji wybranym w okręgu chełmskim z listy Polskiego Stronnictwa Ludowego. W 1999 został pierwszym starostą powiatu chełmskiego. W 2001 wygrał wybory uzupełniające do Senatu IV kadencji. W tym samym roku bez powodzenia ubiegał się o reelekcję. W latach 2002–2003 pełnił funkcję wiceprezydenta Chełma. W 2006 został wybrany na radnego oraz wicestarostę powiatu chełmskiego, drugie z tych stanowisk utrzymał również po wyborach w 2010. W 2014 uzyskał natomiast mandat radnego sejmiku lubelskiego. W 2018 nie zdobył ponownie mandatu.